# 安達千代野

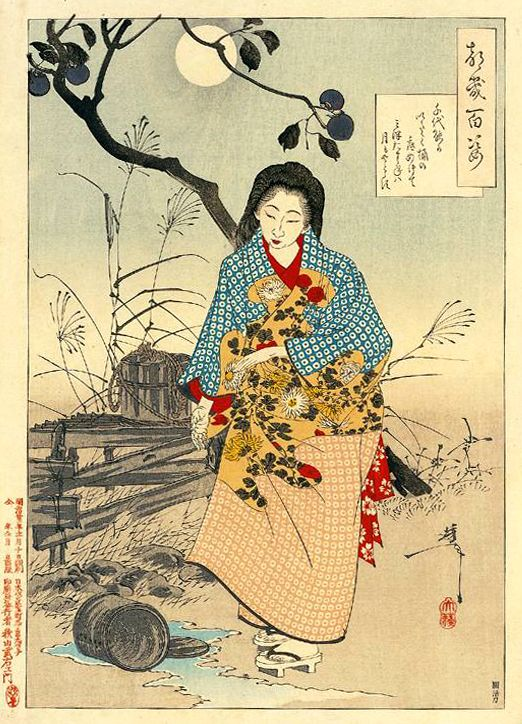
千代能（月岡芳年画／明治時代）

安達 千代野（あだち ちよの、生年不詳 - 永仁6年（1298年）?）は、鎌倉時代中期の安達一族の女性。安達泰盛の娘。北条顕時の後室。法名は如大禅師無着。名前は『浅羽本北条氏系図』による。千代能とも。

## 概略
父泰盛と安達一族は霜月騒動で滅ぼされ、夫である顕時は騒動に連座して失脚し、下野国に蟄居の身となる。千代野は出家して無学祖元の弟子となり、法名無着と号す。
『仏光国師語録』によれば、「越州太守夫人」（千代野）が無学祖元に対して釈迦像と楞厳経を求めた記録がある。京都松木嶋に資寿院を創建した。南宋時代の初め、無着妙総という尼僧が資寿寺を建てた故事があり、無着や資寿院の名前はこれに因んだとみなされる。
顕時と千代野の娘（釈迦堂殿）は足利貞氏の正室となり、嫡子高義を産んでいる。
なお、同じ無学祖元の弟子で、京都景愛寺開山となった無外如大（別号：無着、貞応2年（1223年）-永仁6年（1298年））は、泰盛より出生が早く、顕時より25歳年上で年が吊り合わないため、千代野ではなく上杉氏の関係者で、足利氏との関連から千代野と混同されたものと見られる。
鎌倉の海蔵寺の側に、出家した千代野が悟りを開いたという「底脱の井戸」がある。